# Krajewice
Krajewice (niem. Krajewitz) – wieś w Polsce położona w województwie wielkopolskim, w powiecie gostyńskim, w gminie Gostyń.
Wieś szlachecka Kraiewice położona była w 1581 roku w powiecie kościańskim województwa poznańskiego.
W okresie Wielkiego Księstwa Poznańskiego (1815-1848) miejscowość należała do wsi większych w ówczesnym pruskim powiecie Kröben (krobskim) w rejencji poznańskiej. Krajewice należały do okręgu gostyńskiego tego powiatu i stanowiły część majątku Grabonóg, którego właścicielem był wówczas (1846) Wilkoński. Według spisu urzędowego z 1837 roku wieś liczyła 269 mieszkańców, którzy zamieszkiwali 33 dymy (domostwa).
Wieś rycerska, własność Rozalii Czorby, położona była w 1909 roku w powiecie gostyńskim rejencji poznańskiej w Wielkim Księstwie Poznańskim.
W latach 1975–1998 miejscowość administracyjnie należała do województwa leszczyńskiego.

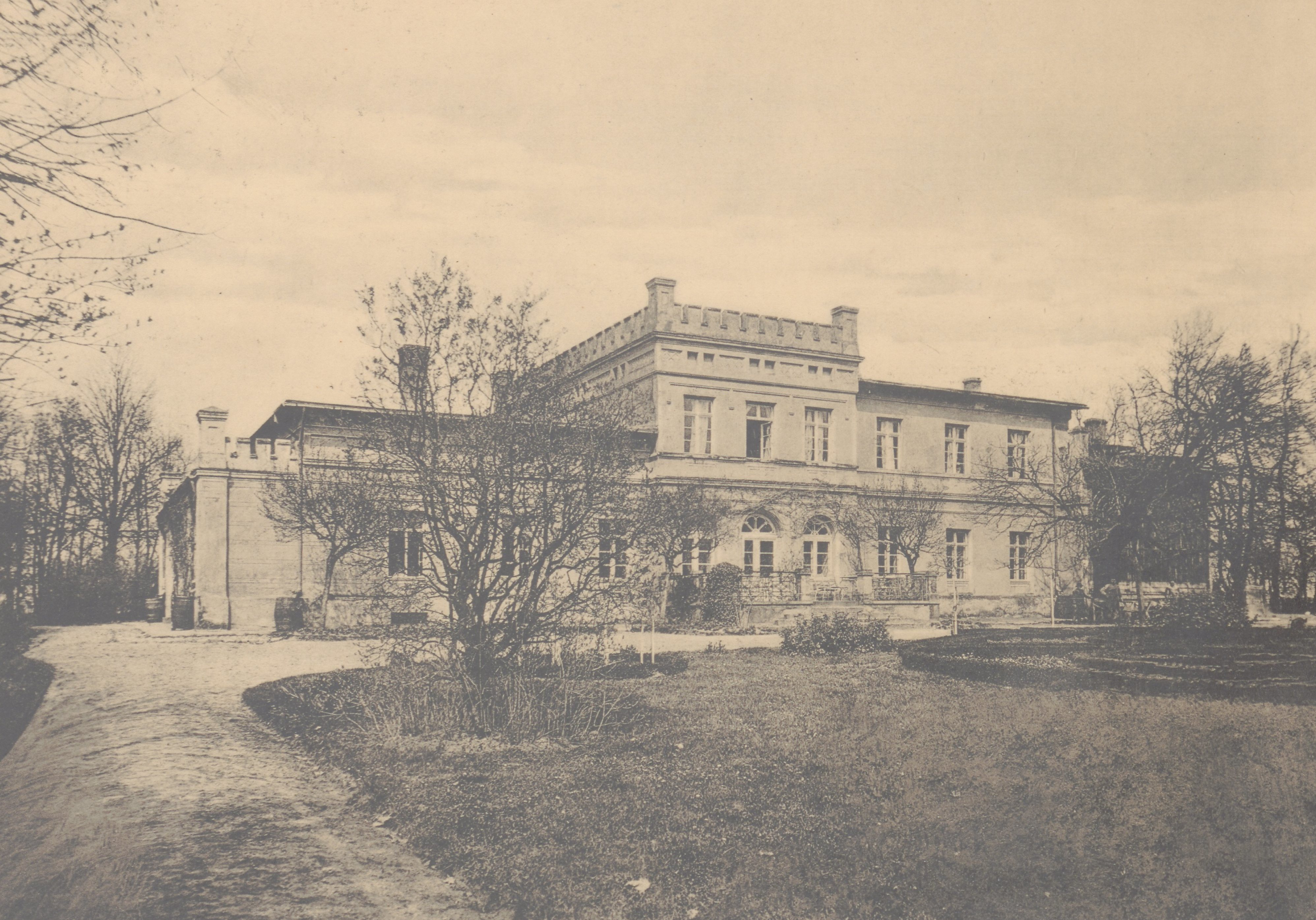
Widok dworu przed 1912

Zobacz też: Krajewice Duże, Krajewice Małe